# Steinbach (Külsheim)
Steinbach ist ein Stadtteil von Külsheim im Main-Tauber-Kreis in Baden-Württemberg.

## Geographie

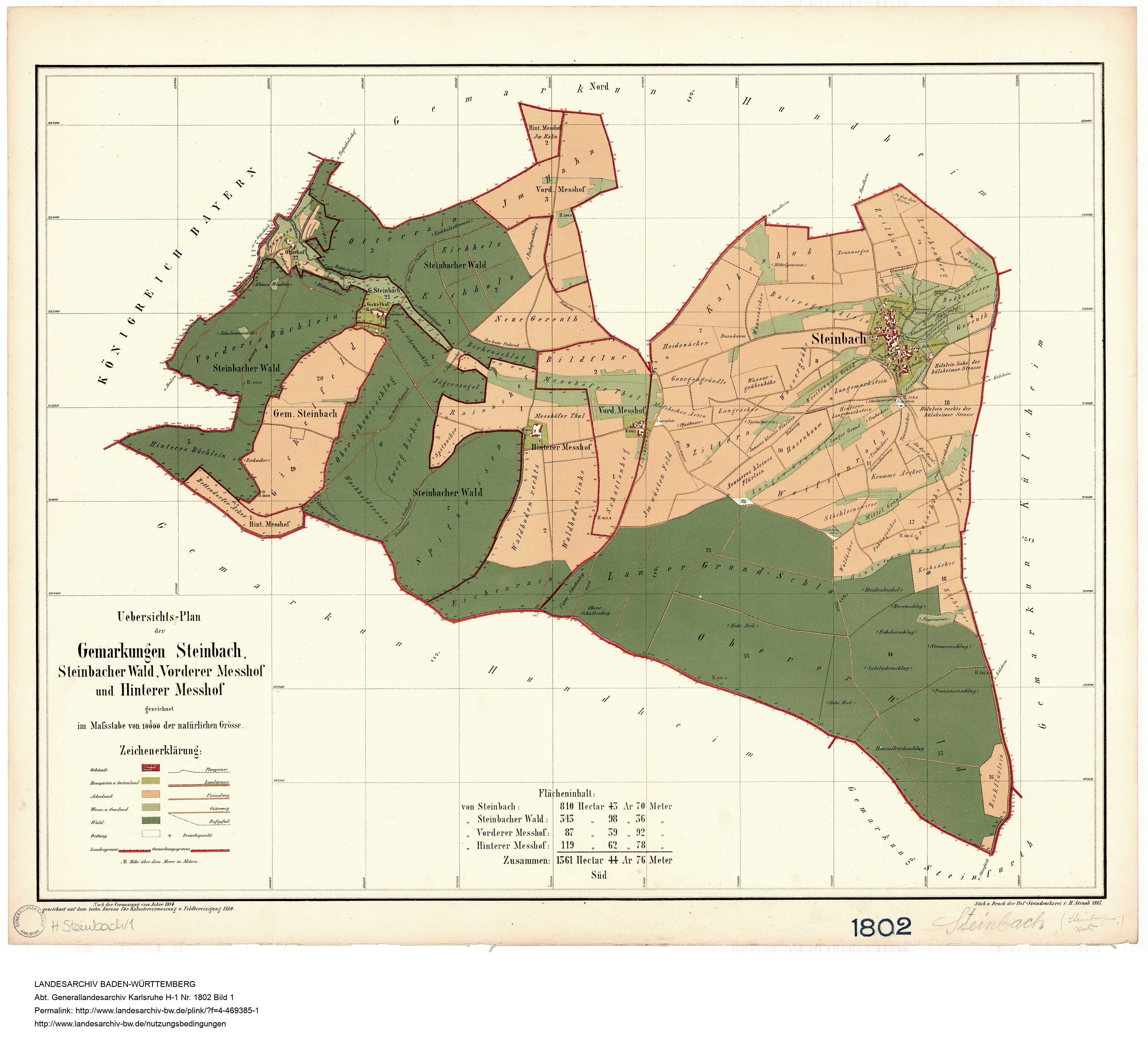
Gemarkung von Steinbach, 1884, sowie die damals noch eigenständigen Gemarkungen Steinbacher Wald, Vorderer Meßhof und Hinterer Meßhof sowie der Wüstungen Otterhof und Gickelhof; deren Gemarkungen heute alle in der von Steinbach aufgegangen sind

Das Dorf liegt in der Region Tauberfranken, nordwestlich des Hauptortes Külsheim. Die Landesstraße 500 führt durch den Ort.
Zur ehemaligen Gemeinde Steinbach gehören das Dorf Steinbach (⊙), die Höfe Hinterer Meßhof (⊙) und Vorderer Meßhof (⊙) sowie die abgegangenen Höfe Gickelhof (⊙) und Otterhof (⊙). Bei den Höfen außerhalb der Ortslage handelt es sich um Rodungssiedlungen.

## Geschichte
Der Ort wurde, genauso wie das angrenzende Hundheim, im Jahre 1214 erstmals urkundlich erwähnt. Der Ortsname leitet sich vom Steinbach, einem mit Steinen gefüllten Bachlauf, ab.
Die Eingemeindung von Steinbach in die Stadt Külsheim erfolgte zusammen mit der Gemeinde Steinfurt am 1. Januar 1975.

## Wappen
Die Blasonierung des Steinbacher Wappens lautet: In Blau ein silberner Schrägbalken, begleitet von zwei goldenen Rosen. Der Schrägbalken symbolisiert den Bachlauf.

## Kultur und Sehenswürdigkeiten

### Pfarrkirche St. Peter und Paul
In der Ortsmitte befindet sich die römisch-katholische Pfarrkirche St. Peter und Paul, die im neugotischen Baustil errichtet wurde.

### Bildstöcke und Steinkreuze

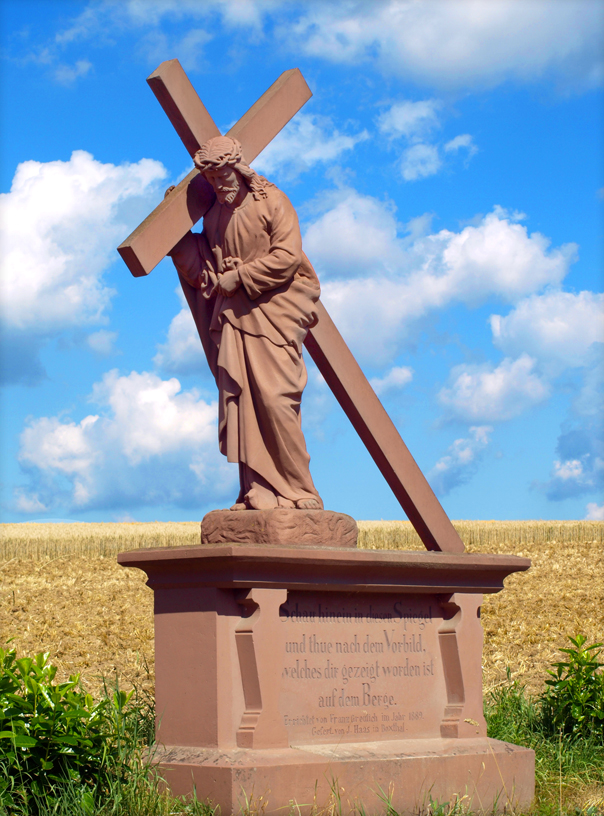
Jesus-Denkmal von 1889 am Ortseingang Steinbachs

Um den Ort befinden sich mehrere Bildstöcke und Steinkreuze, beispielsweise eine Jesus-Statue am Ortseingang.

### Rad- und Wanderwege
Steinbach liegt am Radweg Liebliches Taubertal – der Sportive.

## Vereine
- FC Hundheim/Steinbach (Fußball, Dart, Tischtennis, Theater, Turnen)[5][6]